# Faxe Kalk
Faxe Kalk A/S er en dansk producent af kalk og kalkprodukter med hovedkvarter ved Faxe Ladeplads. De har kalkværker ved Faxe Kalkbrud og Stevns Kridtbrud. Faxe Kalk A/S blev etableret i 1998 og er siden 2011 ejet af belgiske Lhoist Industrie. I 2023 var omsætningen på ca. 345 mio. danske kroner.